# 1763
Cette page concerne l'année 1763  du calendrier grégorien. Pour l'année 1763 av. J.-C., voir 1763 av. J.-C.
L'année 1763 est une année commune qui commence un samedi.

## Événements
- 27 janvier : la capitale du Brésil est transférée de Salvador de Bahia à Rio de Janeiro[1].
- 10 février : signature du traité de Paris mettant fin à la guerre de Sept Ans[2]. La Grande-Bretagne devient maîtresse d’un empire colonial immense, disproportionné à la mesure de ses moyens, et surtout hétérogène (Linda Colley)[3].
  - Le traité met fin au protectorat français sur le Deccan. La France perd toutes ses positions en Inde hormis les comptoirs de Pondichéry, Karikal, Yanaon, Mahé et Chandernagor qui lui sont rendus. Les comptoirs français du Sénégal, moins Gorée, deviennent britanniques.
  - Le Canada, les vallées de l’Ohio et du Mississippi, la Floride et Tobago, tous catholiques, sont cédés à la Grande-Bretagne. La Louisiane est cédée à l’Espagne, tandis que la Grande-Bretagne rend Cuba et les Philippines à l'Espagne en échange de la Floride. La France ne conserve que les Antilles, dont Saint-Domingue, mais la Grande-Bretagne obtient la Dominique, Saint-Vincent et Grenade (Ceded Island). Le Portugal récupère sur l’Espagne les territoires du Saint-Sacrement.
  - L’opinion française de l’époque considère la conservation des Antilles, « les îles à sucre » comme une victoire et la perte du Canada comme une délivrance.

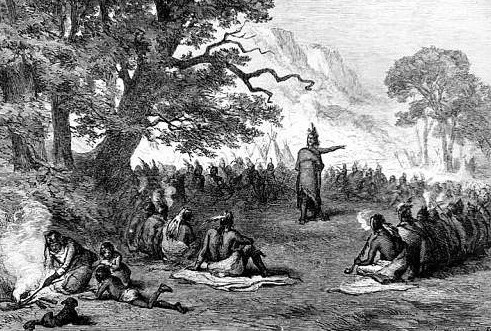
27 avril : Pontiac appelle à la rébellion.

- 27 avril : début de la rébellion de Pontiac[4]. Le chef indien Outaouais, Pontiac (v. 1720-1769), conduit un soulèvement contre les Britanniques en Amérique du Nord, insatisfait des nouvelles règles de commerce instaurés par les autorités et pour contenir l’expansion européenne. Soutenu par la France, il organise une coalition qui rassemble presque toutes les tribus, de la pointe du lac Supérieur au Mississippi, pour mener des attaques contre les forts britanniques de l’Ouest. Elle sera écrasée par une armée de volontaires canadiens français levée par le gouverneur James Murray avec la collaboration du clergé catholique.

- 7 mai : Pontiac assiège Fort Detroit (fin en 1765)[4].
- 29 mai : début du siège de Fort Pitt[5].

- 2 juin, rébellion de Pontiac : les Ojibwés s'emparent de Fort Michilimakinac[6].

- 31 juillet : victoire de Pontiac à Bloody Run près de Detroit[7].

- 5-6 août : défaite de Pontiac à la bataille de Bushy Run, dans le comté de Westmoreland (Pennsylvanie)[8].

- 14 septembre : bataille du Trou du Diable. Les Sénécas battent les Britanniques à Devil's Hole, près des chutes du Niagara[9].
- Septembre : début du règne du manicongo Pedro V au Congo (fin en mai 1764)[10].

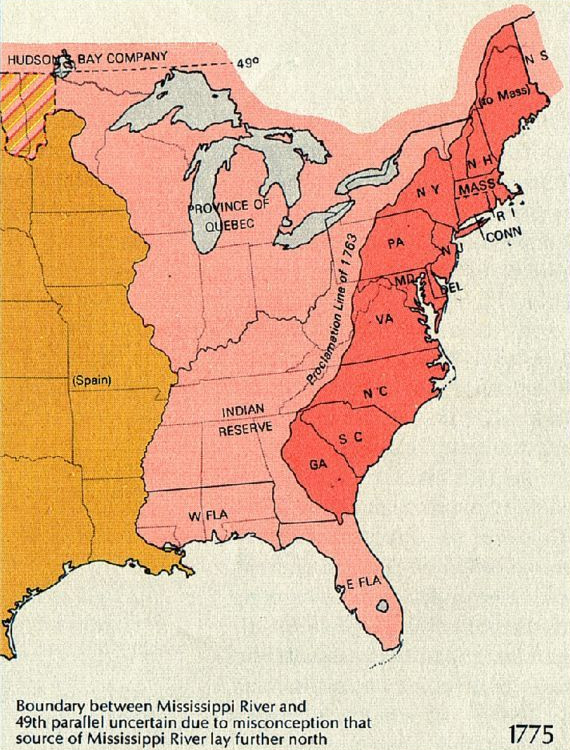
7 octobre : Proclamation line

- 7 octobre : proclamation royale de 1763. La Grande-Bretagne établit la Proclamation Line qui réserve un territoire aux Indiens à l’ouest des Appalaches[11]. Cette mesure, intolérable aux colons nord-américains, est à l’origine de la guerre d’indépendance. La province de Québec est déclarée colonie britannique par le roi et ses frontières englobent, la péninsule de Gaspé et le bassin hydrographique du Saint-Laurent, depuis l’île d’Anticosti jusqu’à l’Outaouais.

- 2 décembre : dédicace de la synagogue de Newport, la plus ancienne des États-Unis[12].
- 14 décembre : les « Paxton Boys » tuent six Amérindiens pacifiques à Conestoga, en Pennsylvanie. Le 27, les quatorze survivants mis à l’abri dans la prison de Lancaster sont massacrés à leur tour[13].
- 20 décembre : le premier convoi de l'expédition de Kourou conduit par l'intendant Chanvalon, parti de Rochefort le 14 novembre, arrive à Cayenne[14] ; 9 000 colons environ, hommes, femmes et enfants, débarquent en Guyane entre décembre 1763 et février 1765. Ils sont décimés par les maladies et les mauvaises conditions de vie[15].
- Décembre, Inde : Les Sikh s'emparent de Sirhind[16].

### Europe
- 15 février : traité de Hubertsbourg (Hubertusburg, en Saxe), entre l’Autriche, la Saxe et la Prusse. Retour au statu quo ante. Marie-Thérèse confirme la possession de la Silésie par la Prusse contre la promesse d’obtenir la voix de Frédéric II de Prusse pour son fils lors de l’élection impériale. L’électeur de Saxe retrouve son territoire et son électorat. Fin de la guerre de Sept Ans[17].
  - Après la paix d’Hubertsbourg, Borié relance la colonisation du Banat de Temesvár. L’exemption fiscale donnée aux colons est portée à six ans. 50 000 personnes (Lorrains, Alsaciens…) viendront s’y installer entre 1764 et 1772[18].

- 16 avril : début du ministère whig de George Grenville, Premier ministre du Royaume-Uni (fin en 1765)[19].

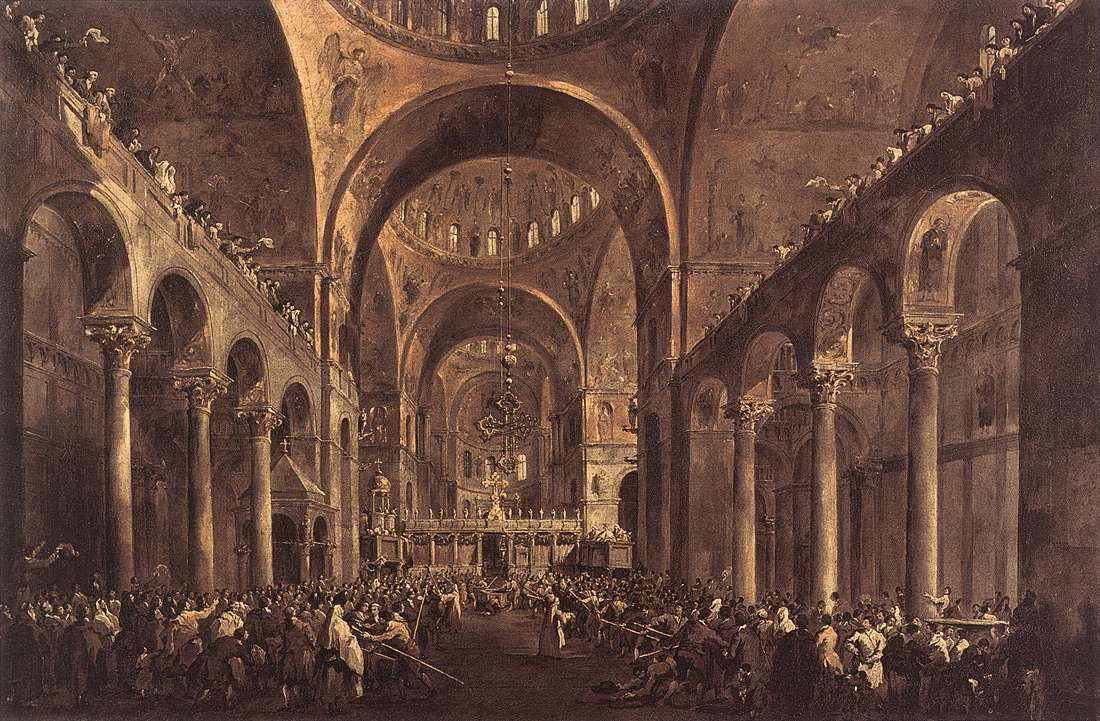
19 avril : le Doge apparaît en public à Saint-Marc, toile de Francesco Guardi.

- 19 avril : Alvise IV Mocenigo est élu doge de Venise[20].
- 22 avril (date présumée) : à Séville (Espagne), alternative de Joaquín Rodríguez dit « Costillares », matador espagnol[21].

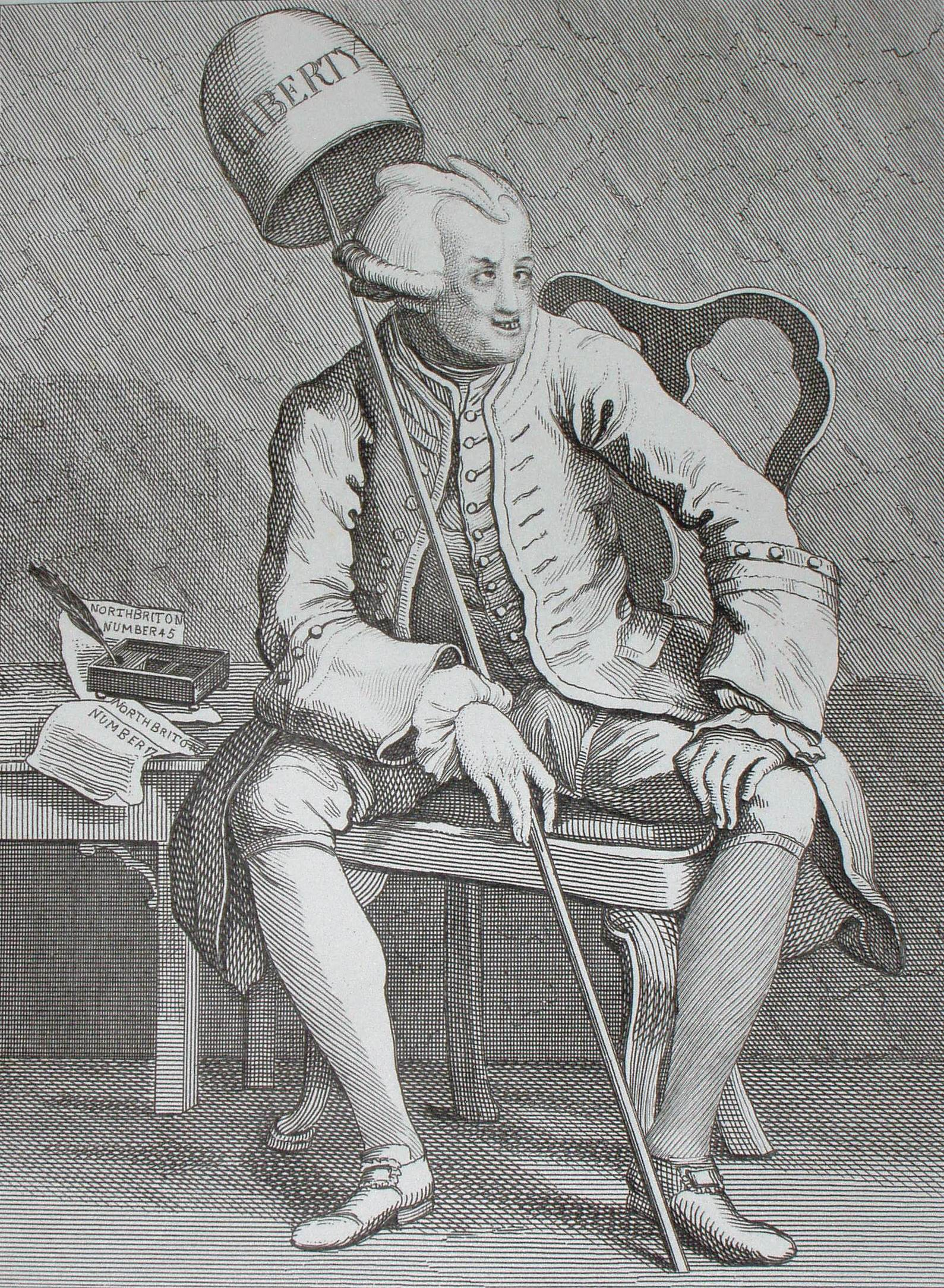
23 avril : John Wilkes

- 23 avril : au Royaume-Uni, John Wilkes, journaliste et homme politique, déclenche une violente campagne de presse contre le roi et le gouvernement. Il est arrêté le 30 avril contrairement aux stipulations de l’Habeas Corpus, ce qui provoque sa relaxe immédiate[22].

- 18 juillet : victoire des rebelles corses à Furiani sur la république de Gênes[23].
- 12 août : un Règlement général est promulgué en Prusse en faveur de l’instruction publique. Frédéric II impose l’enseignement obligatoire pour les enfants de cinq à treize ans[24].
- 17 septembre : fondation de l’Académie des mines de Banská Štiavnica (Slovaquie)[25].
- 30 septembre : création de la Loterie royale en Espagne[26].

- 5 octobre : interrègne en Pologne. À la mort d’Auguste III de Saxe la dynastie de Saxe n’est représentée que par un enfant. L’élection d’un nouveau roi déclenche une crise opposant les plus puissantes familles de magnats : les Czartoryski, constituent le clan pro-russe, face au « parti républicain » qui se réclame de la constitution ancienne, comprenant l’hetman Branicki, les Potocki et les Radziwill, hostiles aux réformes et partisans de la Saxe. Chaque camp dispose d’armées privées (les Radziwill peuvent aligner 4 000 hommes). Les différents partis n’ont pas de candidats (Adam Czartoryski refuse la couronne, qui est offerte à son neveu Stanislas Auguste Poniatowski le 7 septembre 1764)[27].
- 17 décembre : début du règne de Frédéric-Auguste Ier de Saxe[28].
- Décembre : agitation paysanne contre les seigneurs aux Sicules, en Hongrie, qui protestent contre la violation de leurs libertés (« péril de Mádéfalva »). Le mouvement est violemment réprimé (7 janvier 1764)[29].

#### Russie
- 21 février : Bühren est rétabli duc de Courlande. Son rival Charles de Saxe, renversé, quitte Mitau le 27 avril[30].
- 7 avril : condamnation par le synode de l’archevêque de Rostov Arsène Matseïvitch, arrêté avait protesté contre la sécularisation des biens de l’Église et appelé le peuple à la résistance en demandant le rappel d’Ivan IV de Russie[31].
- Mai : Catherine II de Russie rend au collège économique l’administration des biens ecclésiastiques à la demande des paysans[32].
- Juin : fondation d'un Hospice des Enfants trouvés à Moscou, ouvert en avril 1764[33].
- 21 juin : disgrâce du prince Troubetzkoy[34].
- 22 juillet : ukases organisant l’installation de colons étrangers en Russie. Des colons allemands sont appelés en Ukraine et sur la Volga. Catherine II de Russie attribue des domaines entre Tsaritsyne et Astrakhan à la communauté des Frères Moraves[35].

- Août : les forces russes envahissent la Pologne et reprennent 2 000 serfs fugitifs qui s’y étaient réfugié[36].
- 15 décembre : réorganisation du Sénat[37].

## Naissances en 1763
- 3 janvier : Joseph Fesch, cardinal français, archevêque de Lyon († 13 mai 1839).
- 12 janvier : Georges Michel, peintre paysagiste français († 7 juin 1843).
- 21 janvier : Augustin Robespierre, avocat et conventionnel français († 28 juillet 1794).
- 26 janvier : Jean-Baptiste Jules Bernadotte, futur maréchal d'Empire et roi de Suède († 8 mars 1844).
- 3 février : Caroline von Wolzogen, écrivaine allemande († 11 janvier 1847).

- 1er février : José Cienfuegos, militaire et homme politique espagnol († 29 avril 1825).
- 20 février : Adalbert Gyrowetz, compositeur tchèque et autrichien († 19 mars 1850).

- 3 mars : Antoine-Denis Chaudet, sculpteur et peintre français († 18 avril 1850).
- 15 mars : Joseph Morel, général du Premier Empire († 28 avril 1834)
- 26 mars : Gottlob Bachmann, compositeur et organiste allemand († 10 avril 1840).

- 5 avril : Carlo Frigerio, peintre italien († 5 décembre 1800).
- 7 avril : Domenico Dragonetti, contrebassiste et compositeur italien († 16 avril 1846).

- 7 mai : Józef Antoni Poniatowski, général polonais († 19 octobre 1813).
- 25 mai : James Campbell, militaire et homme politique britannique  († 5 juin 1819).
- 28 mai : Manuel Alberti, prêtre catholique de la Vice-royauté du Río de la Plata († 31 janvier 1811).

- 13 juin : José Bonifácio de Andrada e Silva, homme d'État et franc-maçon brésilien († 6 avril 1838).
- 18 juin : Johann Philipp von Stadion, homme politique et diplomate autrichien († 15 mai 1824).
- 20 juin : Theobald Wolfe Tone, homme politique irlandais († 19 novembre 1798).
- 23 juin :
  - Joséphine de Beauharnais, future femme de Napoléon († 29 mai 1814) ;
  - Antoine François Philippe Dubois-Descours de la Maisonfort, général et écrivain français († 2 octobre 1827).

- 7 août : Johann Jakob Biedermann, peintre, graveur et aquafortiste suisse († 10 avril 1830).
- 26 août : Charles-Louis de Kesling, grand-écuyer, conseiller impérial au Landtag, conseiller secret et chambellan royal du Royaume de Bavière († 4 janvier 1843).

- 6 septembre : Pietro Bettelini, graveur et peintre suisse († 27 septembre 1829).
- 12 septembre[38] Phaungkaza Maung Maung, cinquième roi de la Dynastie Konbaung de Birmanie († 14 février 1782).
- 18 septembre : Antonio Romero, matador espagnol († 5 mai 1802).

- 31 octobre : Jean-Antoine Laurent, peintre français († 11 février 1832).

- 7 novembre : Friedrich August von Stägemann, homme politique prussien († 17 décembre 1840).

- 9 décembre : Jacques-Nicolas Frainais d'Albert, peintre et professeur de dessin français († 28 décembre 1816).

- Date précise inconnue :
  - Manuel Hermenegildo Aguirre, avocat, homme d'affaires, économiste, homme politique et diplomate espagnol puis argentin († 1843).
  - François Alday, violoniste, organiste, chef d'orchestre et compositeur français († 20 juillet 1835).
  - William Artaud, peintre britannique († 1823).
  - John Moore, homme d'État irlandais († 6 décembre 1799).

## Décès en 1763
- 21 janvier : Jean-François Oeben, ébéniste français d’origine allemande (° 9 octobre 1721).
- 12 février : Pierre Carlet de Chamblain dit Marivaux, dramaturge et romancier français (° 4 février 1688).
- 18 mars : Nicolas Delobel, peintre français (° 1693).
- 13 avril :
  - Angela Maria Pittetti, peintre italienne (° 1690).
  - Angelo Paglia, peintre italien (° 1681).
- 4 mai : Nicolas Wilbault, peintre français (° 20 juillet 1686).
- 3 juin : Giuseppe Nogari, peintre rococo italien (° 1699).
- 11 juillet : Pehr Forsskål, explorateur, orientaliste et naturaliste suédois (° 11 janvier 1732).
- 3 octobre : Auguste III, roi de Pologne (° 17 octobre 1696).
- 22 octobre : Frans van Mieris le Jeune, peintre et historien néerlandais (° 24 décembre 1689).
- 27 novembre : Isabelle de Parme, femme du futur Joseph II (° 31 décembre 1741).
- 28 novembre : Naungdawgyi, second roi de la dynastie Konbaung de Birmanie (° 10 août 1734).
- 29 décembre : Ferdinando Porta, peintre italien du baroque tardif (° 1687).
- Date précise inconnue : Francisco Romero, matador espagnol (° vers 1700).